# Abugida tanchangya
O Abugida Tanchangya, também chamado  Ka-Pat,  é um abugida usado para escrever a língua tanchangya. Está na família de escritas do Brâmicas do sul. Devido à sua família de escrita, tem semelhanças com o alfabeto birmanês, a Mon e alfabeto Chakma.

## Origem
Os alfabetos Tanchangya foram introduzidos recentemente em 2012 com a adoção de um manuscrito no estado de Arracão, conforme declarado por Rupak Debnath.
Embora tanto Chakma quanto Tanchangya tenham usado o alfabeto Chakma atual por muito tempo, ainda não foi confirmado a quem os alfabetos pertenciam originalmente e quem os introduziu. John M. Clifton em seu livro ‘’ Dialects, Orthography and Society ’’ opinou que ‘a comunidade Tanchangya decidiu basear seu alfabeto no Chakma para mostrar que eram parentes do Chakma. No entanto, eles mudaram sistematicamente o alfabeto para mostrar que eram diferentes do Chakma; eles não eram simplesmente uma parte da comunidade Chakma maior.’  Além disso, para não causar mal-entendidos entre duas comunidades, Tanchangya introduziu esses alfabetos que ainda estão para se desenvolver em fonte Unicode. Por enquanto, é apenas criado como True Font.

## Características
É escrito da esquerda para a direita, de forma semelhante às demais escritas Brami, ao contrário do Kharosti, que era usado para escrever da direita para a esquerda. 

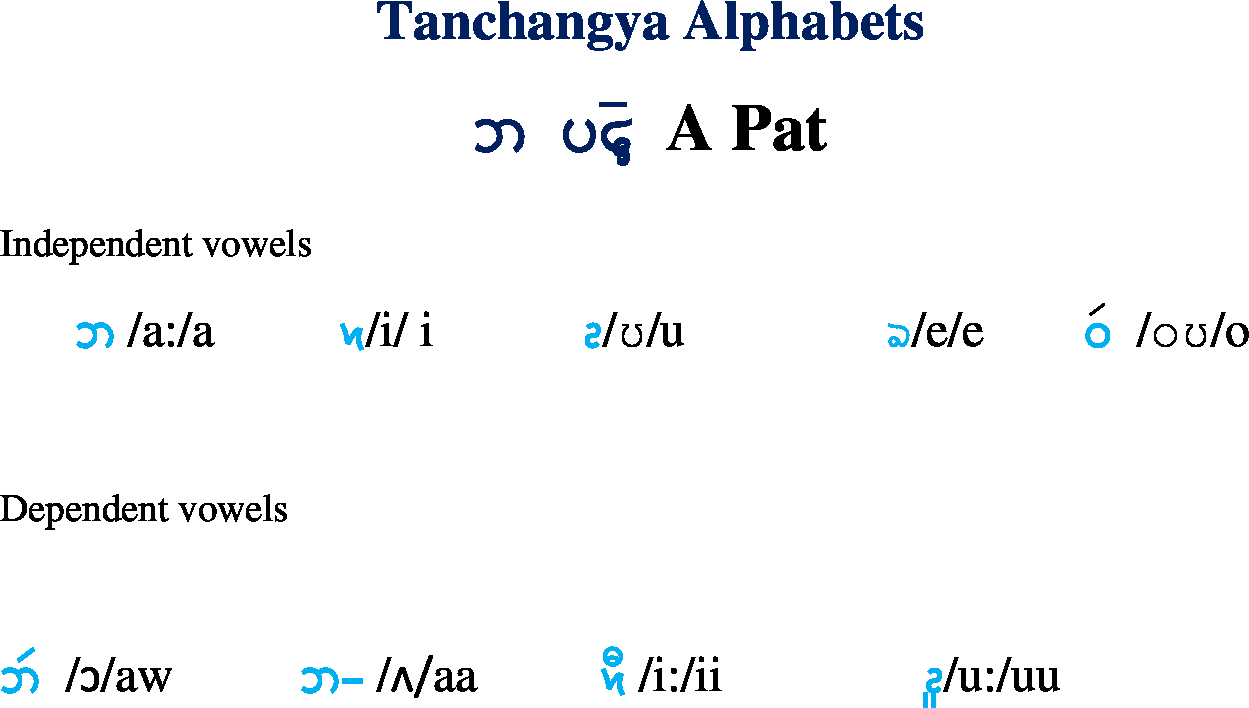

## Vogais
Existem cinco vogais independentes, como A (a :), I (i), v (ʊ), E (e) e O a (oʊ). As outras cinco vogais são dependentes, a saber, Aa (ɔ), AA (ʌ), Ii (i :) e Uu (u :). 

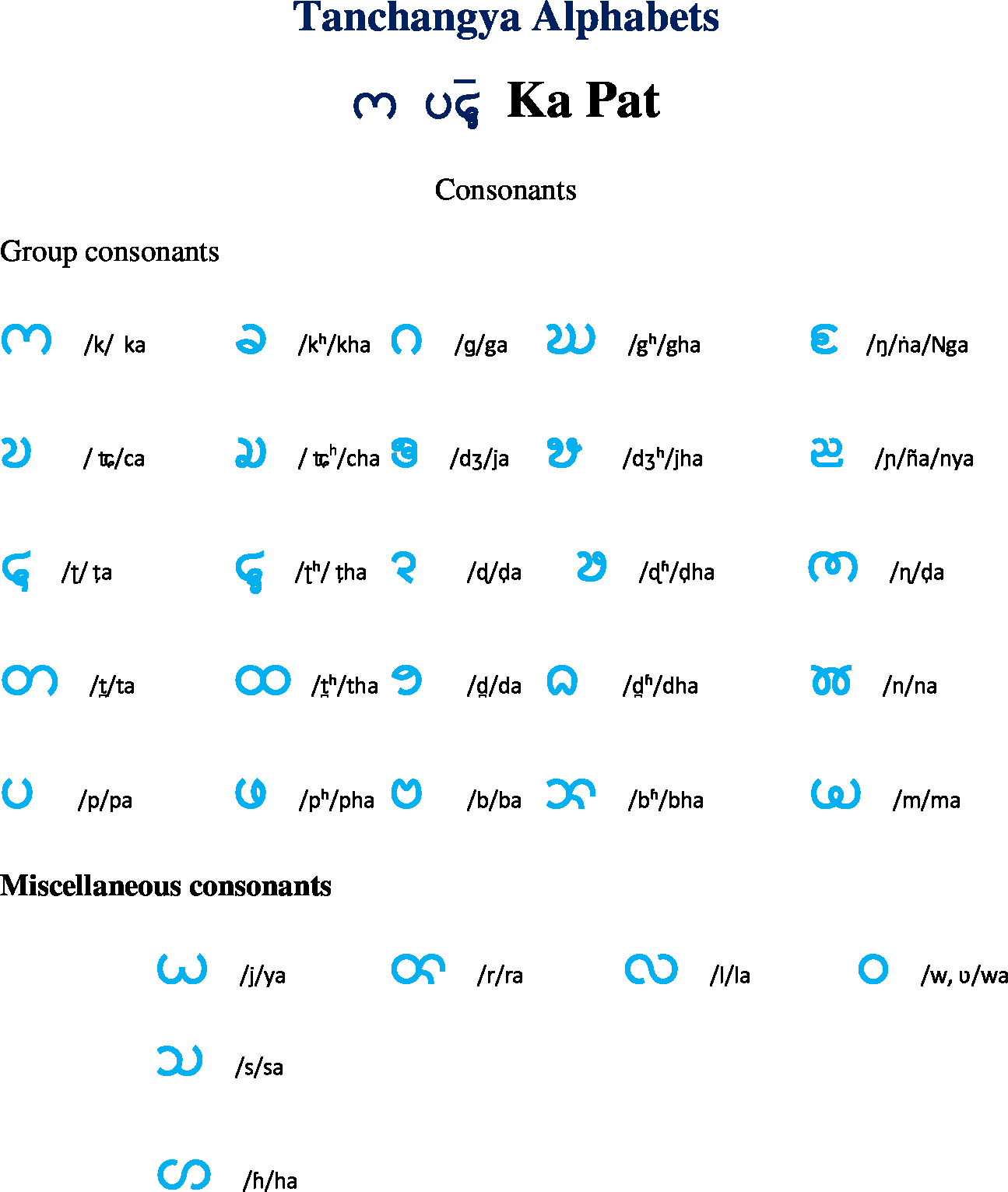

## Consoantes
Existem trinta e uma letras consoantes encontradas nos alfabetos Tanchangya. Eles são classificados em consoantes de grupo e consoantes diversas.

## Uso
Os alfabetos parecem ser derivados de antigas escritas Brahmicas, que herdaram o som da vogal dentro das consoantes. Se não for uma derivação independente, deve ter derivado do birmanês ou Mon devido à ses conflitos residência com Mon e birmanês do século 9 a.C. (em Tagong, a antiga civilização da Birmânia  até a Era Comum do século XV (durante esse século,  foram atacados pelo rei Rakhine e os trouxeram para Arracão no século XV de Micchagiri, presente Thaye na Divisão Magwe para Arracão) (Dhanyawady Aye Daw Bung, 4). Acredita-se que esses usaram as escritas Brahmi nos estágios anteriores, que eram conhecidas pelo termo Thek ou Sakya no norte de Mianmar.